# 2005-ös US Open (tenisz)

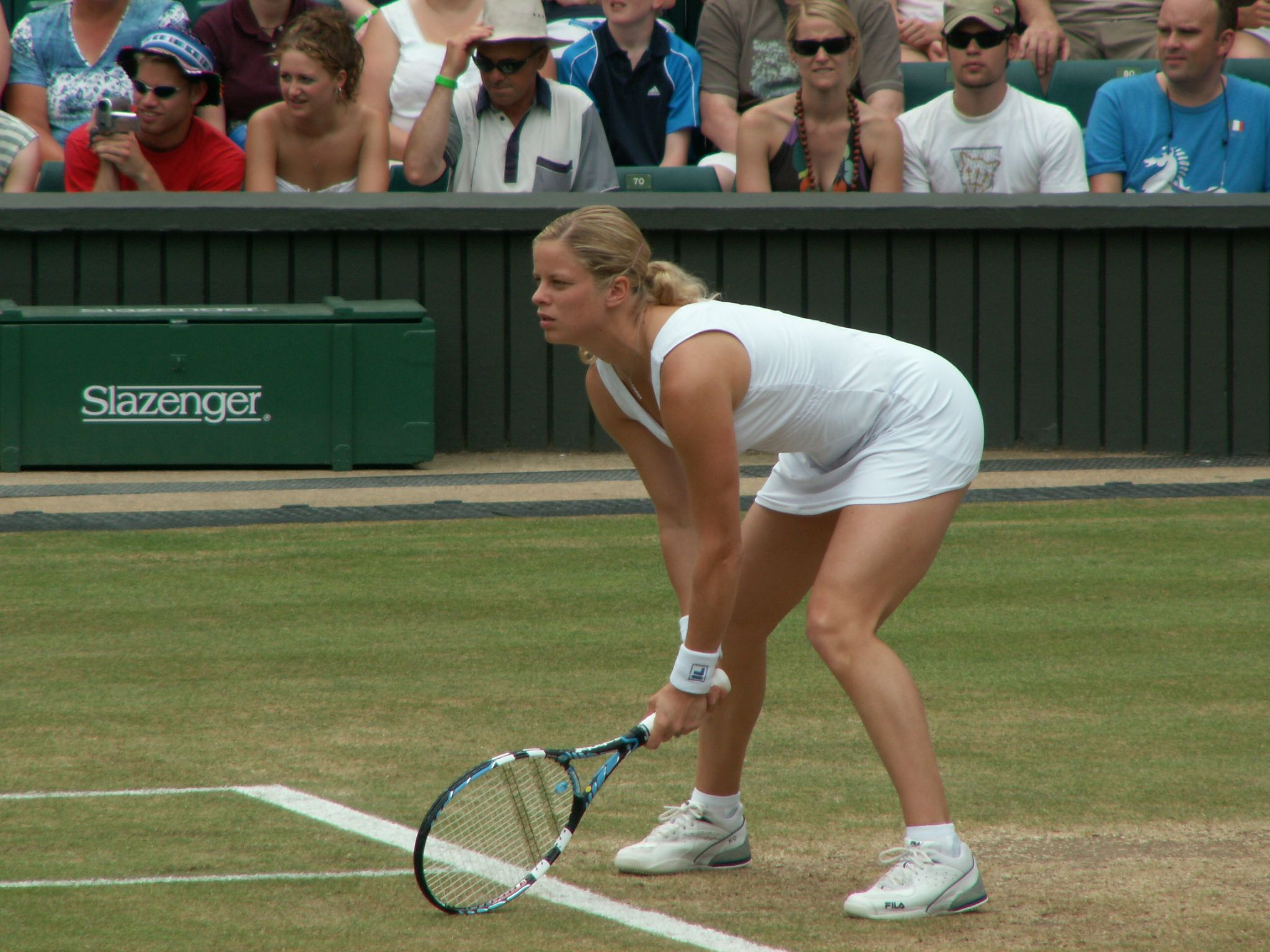
A női bajnok Kim Clijsters

A 2005-ös US Open az év negyedik Grand Slam-tornája, a US Open 125. kiadása. New Yorkban, rendezték meg augusztus 29. és szeptember 11. között.
A férfiaknál Roger Federer megvédte előző évben megszerzett címét, miután a döntőben legyőzte az amerikai Andre Agassit. A női versenyben első Grand Slam-tornagyőzelmét szerezte meg Kim Clijsters, aki két szettes mérkőzésen verte a francia Mary Piercet.

## Döntők

### Férfi egyes
Roger Federer -   Andre Agassi, 6-3, 2-6, 7-6(1), 6-1

### Női egyes
Kim Clijsters -  Mary Pierce, 6-3 6-1

### Férfi páros
Bob Bryan /  Mike Bryan -  Jonas Björkman /  Makszim Mirni, 6-1, 6-4

### Női páros
Lisa Raymond /  Samantha Stosur -  Jelena Gyementyjeva /  Flavia Pennetta, 6-2, 5-7, 6-3

### Vegyes páros
Daniela Hantuchová /  Mahes Bhúpati -  Katarina Srebotnik /  Nenad Zimonjić, 6-4, 6-2

## Juniorok

### Fiú egyéni
Ryan Sweeting –  Jérémy Chardy, 6–4, 6–4

### Lány egyéni
Viktorija Azaranka –  Alexa Glatch, 6–3, 6–4

### Fiú páros
Alex Clayton /  Donald Young –  Carsten Ball /  Thiemo de Bakker, 7–6(3), 4–6, 7–5

### Lány páros
Nikola Fraňková /  Alisza Klejbanova –  Alexa Glatch /  Vania King, 7–5, 7–6(3)